# Hồng Quang, Ý Yên
Hồng Quang là một xã thuộc huyện Ý Yên, tỉnh Nam Định, Việt Nam.

## Địa lý
Xã Hồng Quang nằm ở phía tây nam huyện Ý Yên, có vị trí địa lý:
- Phía đông giáp xã Yên Khang và xã Yên Tiến
- Phía tây và phía nam giáp tỉnh Ninh Bình
- Phía bắc giáp thị trấn Lâm và xã Yên Phong.

Xã Hồng Quang có diện tích 24,92 km², dân số năm 2022 là 22.503 người, mật độ dân số đạt 903 người/km².
Nút giao thông Cao Bồ (liên kết Đường cao tốc Cầu Giẽ – Ninh Bình với quốc lộ 10) cách trung tâm xã Hồng Quang khoảng 2 km, rất thuận tiện cho các phương tiện vận chuyển và các nhà đầu tư..

## Lịch sử
Địa bàn xã Hồng Quang trước đây vốn là ba xã Yên Bằng, Yên Hồng, Yên Quang thuộc huyện Ý Yên.
Ngày 23 tháng 7 năm 2024, Ủy ban Thường vụ Quốc hội ban hành Nghị quyết số 1104/NQ-UBTVQH15 về việc sắp xếp đơn vị hành chính cấp huyện, cấp xã trên địa bàn tỉnh Nam Định (nghị quyết có hiệu lực từ ngày 1 tháng 9 năm 2024). Theo đó, thành lập xã Hồng Quang trên cơ sở nhập toàn bộ diện tích tự nhiên là 7,02 km², quy mô dân số là 5.272 người của xã Yên Quang; toàn bộ diện tích tự nhiên là 7,15 km², quy mô dân số là 6.712 người của xã Yên Hồng và toàn bộ diện tích tự nhiên là 10,75 km², quy mô dân số là 10.519 người của xã Yên Bằng.
Sau khi thành lập, xã Hồng Quang có diện tích tự nhiên là 24,92 km² và quy mô dân số là 22.503 người.

## Kinh tế
[sửa | sửa mã nguồn]
Hồng Quang chủ yếu là nghề nông và hiện nay trở thành một vùng đệm của thành phố Ninh Bình,
Kinh tế xã chủ yếu là hoạt động nông nghiệp nhưng trong những năm gần đây Hồng Quang cũng đang tập trung phát triển công nghiệp, tiểu thủ công nghiệp và dịch vụ. Hiện tại trên địa bàn xã đang triển khai xây dựng cụm công nghiệp với quy mô 50 ha.

## Nhân vật – Huy hiệu
[sửa | sửa mã nguồn]

## Di tích – Danh thắng
[sửa | sửa mã nguồn]
Hầu hết các thôn trong xã đều có một đình, chùa hoặc phủ. Trong đó nổi tiếng nhất là Phủ Bà ở Trại 5, " Thôn Đông Duy" thờ Liễu Hạnh công chúa, Phương Anh Phu nhân, Phương Dung Công Chúa, Nơi đây còn lưu giữ được 10 đạo sắc phong cổ, lâu đời nhất đã tồn tại 283 năm gần nhất 99 năm, (Gồm 3 Sắc phong cho Công Chúa Phương Dung, 6 Sắc phong cho Phương Anh Phu Nhân, 1 Sắc phong Mẫu Liễu Hạnh 1925)..
http://www.didulich.net/tin-tuc-su-kien/phu-ba-yen-quang-tho-phung-phuong-anh-phu-nhan-29366
Đình Đằng Động hay đình Làng Lẻ được xếp hạng di tích lịch sử văn hóa cấp tỉnh. Đình thờ Đinh Bộ Lĩnh tức Đinh Tiên Hoàng Đế làm thành hoàng làng. Tương truyền khi xưa Vua Đinh dẹp loạn 12 sứ quân đã về đây chiêu dân, lập ấp và xây dựng căn cứ quân sự.